# Seothyra
Seothyra là một chi nhện trong họ Eresidae.